# Peso nicaraguense
Il peso è stata la valuta del Nicaragua tra il 1878 e il 1912. È stata la prima valuta nazionale del paese ed ha sostituito il real della Repubblica Federale del Centroamerica e quello degli stati vicini. Era suddiviso in 100 centavos e il suo valore era pari a 8 reales. Dopo aver subito l'elevata inflazione, il peso è stato rimpiazzato dal córdoba al cambio di 12½ pesos = 1 córdoba.

## Monete
Nel 1878 furono introdotte monete in cupro-nichel da 1 centavo, seguite, nel 1880, da monete in argento da 5, 10 e 20 centavos. Negli anni 1898 e 1899 furono emesse monete in cupro-nichel da 5 centavos. Queste furono le ultime monete coniate in questa valuta.

## Banconote
Dal 1881 il Tesoro Nazionale ha emesso banconote in tagli da 1, 5, 25, 50 e 100 pesos. Nel 1885 furono aggiunte le banconote da 10, 20 e 50 centavos, seguite poi dalle banconote da 10 pesos nel 1894.